# Cryptocephalus blanduloides
Cryptocephalus blanduloides – gatunek z rzędu chrząszczy z rodziny stonkowatych (Chrysomelidae). Gatunek po raz pierwszy został naukowo opisany w 1947 roku przez Normanda.